# Alte Münze (Mnichov)

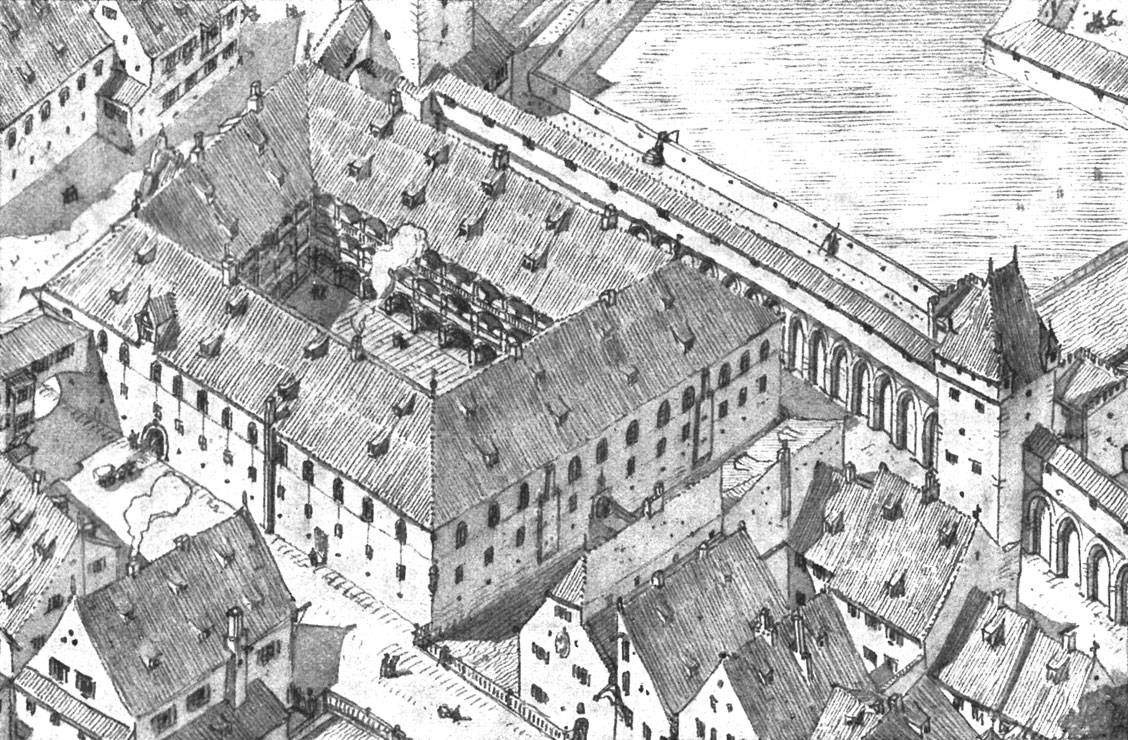
Budova Alte Münze v 16. století

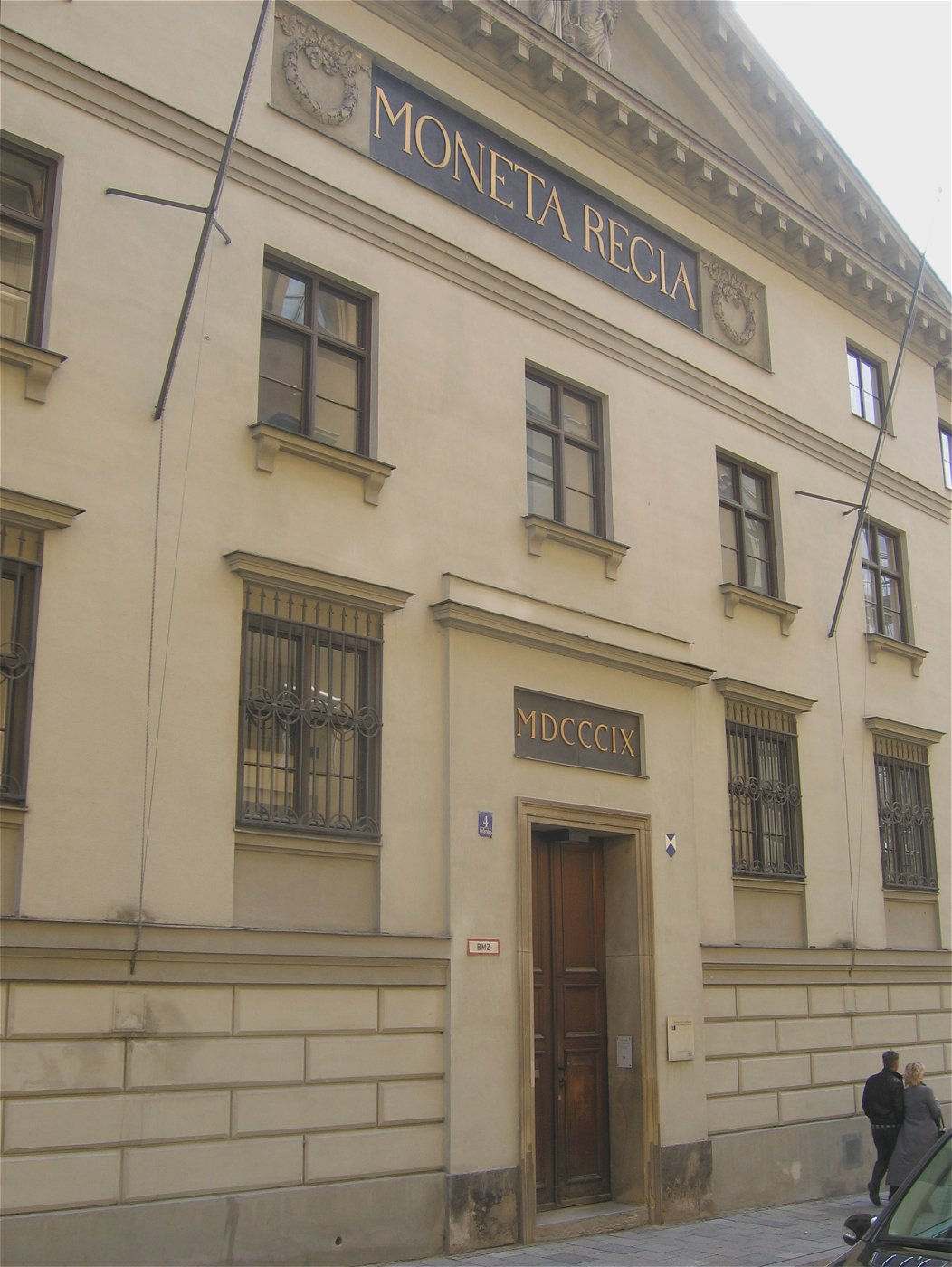
Alte Münze

Alte Münze v Mnichově je budova, kterou v letech 1563 až 1567 postavil neznámý architekt jako konírnu (Marstall) a uměleckou síň (Kunstkammergebäude) pro vévodu Albrechta V. Budovu navrhl architekt Johann Andreas Gärtner s raně klasicistní fasádou a byla postavena v letech 1808/09. Po dlouhou dobu byla využívána k výrobě mincí. Nachází se naproti původnímu sídlu bavorských vévodů (Alter Hof) v ulici Maximillianstrasse. Později byla přestavěna pro hlavní mincovní úřad (Hauptmünzamt).

## Poloha
Stará mincovna (Alte Münze) byla postavena v mnichovském starém městě (Altstadt) ve čtvrti Graggenau  za severními hradbami na místě středověkých domů. Hlavní budova byla čtyřkřídlá kolem arkádového nádvoří. Vedlejší budova pro sklad sena byla postavena nad potokem Pfisterbach (dnes jsou to ulice Sparkassenstraße a Falkenturmstraße).
Hlavní budova se dnes nachází mezi ulicemi Pfisterstraße (jižní strana), Falkenturmstraße (východní strana) a Hofgraben (západní strana).

## Funkce

### Konírna, umělecká síň a kabinet kuriozit.

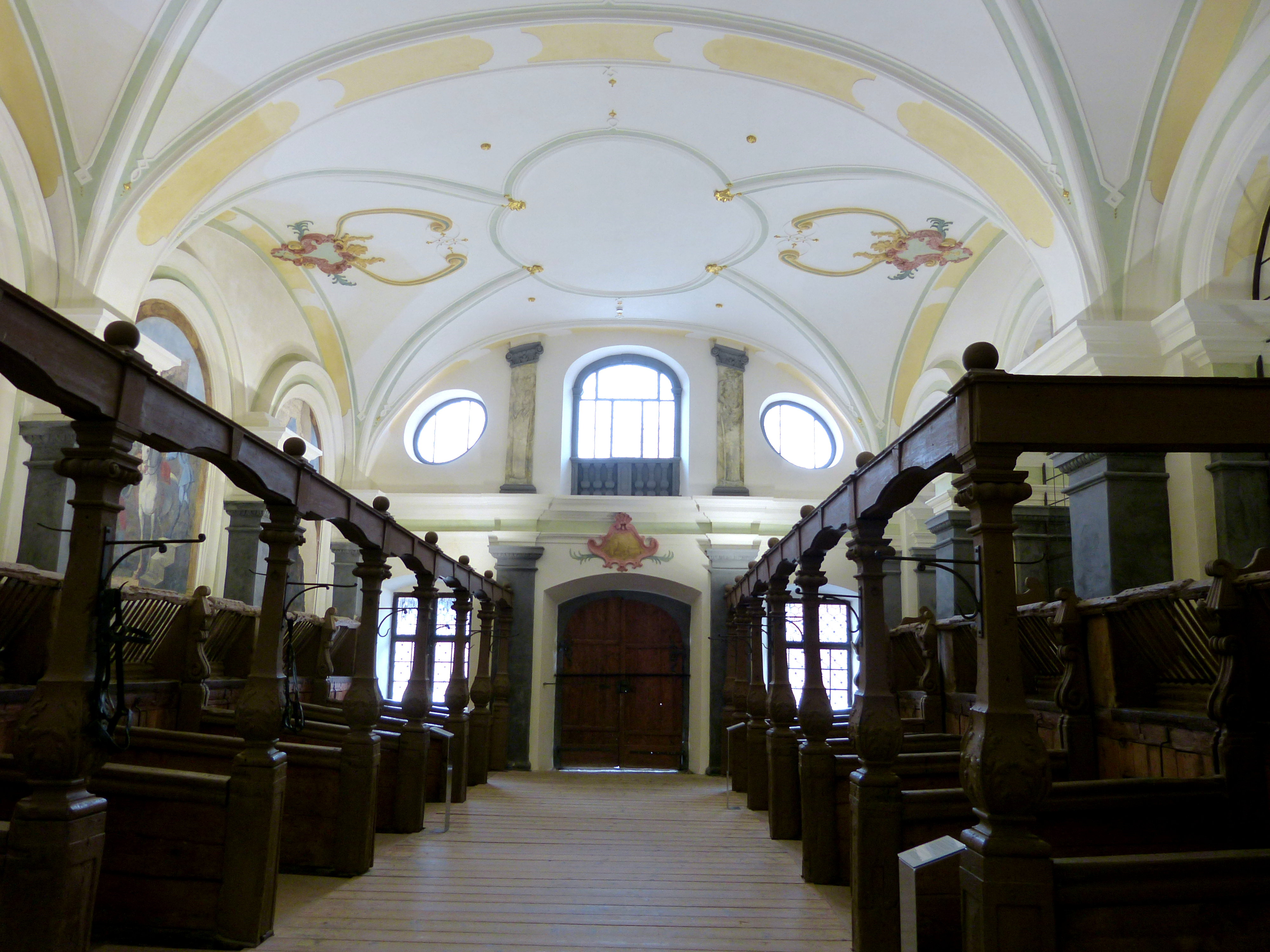
Boxy pro koně (Pferdeboxen) v konírně kláštera v Salemu (Báden-Württemberg). (1734-1736)

Možným architektem byl tehdejší městský stavitel (Stadtwerkmeister) města Augsburg, Bernhard Zwitzel. Dříve uvažovaný Wilhelm Egckl byl pravděpodobně jen stavbyvedoucím. V přízemí čtyřkřídlé budovy se nacházela konírna. Na celou hloubku budovy tam byly trojlodní haly s klenbami, podepřenými pomocí sloupů z červeného mramoru. V prvním patře byly místnosti pro zaměstnance a další pomocné prostory. Ve druhém patře byla umělecká síň (Kunstkammer) a kabinet kuriozit (Wunderkammer). Ke stavbě dal podnět tehdejší vévoda Albrecht V. Členění fasády (Fassadengestaltung) zřetelně sledovalo původní využívání prostor, výšky pater se výrazně lišily. Ještě dnes to je vidět ve třech různě uspořádaných patrech s arkádami ve vnitřním nádvoří.
Umělecká síň s kabinetem kuriozit bavorských vévodů byla jedním z prvních univerzálních muzeí, i když nebyla obyvatelstvu přístupná. Mezi více než 6000 předmětů ve sbírce byly důležité obrazy, například Alexanderschlacht od Albrechta Altdorfera, ale také přírodopisné i národopisné exponáty a exponáty z historie zemí, včetně modelů měst od Jakoba Sandtnera. Po vyrabování v roce 1632 švédskými vojsky a jejich spojenci, ze sbírek zůstal jen stín jejich původního rozsahu. K jejich definitivnímu zrušení však došlo až v letech 1807/19.

### Královská mincovna
Od roku 1809 sloužila budova jako bavorská královská mincovvna (Königlich bayerische Münze). V horním patře bývalého kabinetu umění a kuriozit byl nainstalován mezistrop. Celá fasáda byla přepracována do klasicistního stylu, západní strana dostala vstupní rizalit (Eingangsrisalit) s trojúhelníkovým štítem a alegorickým reliéfem. Trojlodní stáje v přízemí byly přestavěny na malé místnosti, jen v jižním křídle se zachovala velká hala, dnešní sloupová hala (Säulenhalle). Byly v ní velké stroje. Aby se zabránilo pohybům budovy, byly ve střední hale mezi dodnes zachovanými sloupy ocelové konstrukce. Stroje poháněla tři vodní kola v potoce Pfisterbach. Z bývalého skladu sena se stalo místo pro afinaci (zušlechťování) kovů (Scheideanstalt)
Za druhé světové války bylo severní křídlo při bombardování 17. prosince 1944 a 7. ledna 1945 téměř úplně zničeno. Arkády zůstaly do značné míry nepoškozené. Barokní krov jižního křídla se zachoval dodnes. Od roku 1950 do roku 1952 se budova opravovala. Byla vestavěna nová schodiště a původní stropy byly nahrazeny stropy betonovými .

### Zemský úřad pro památkovou péči
Od roku 1986 sídlí v budově Bavorský zemský úřad pro památkovou péči (Bayerisches Landesamt für Denkmalpflege). Od roku 1987 do roku 1996 byla budova rekonstruována a dána do pořádku. Byla odstraněna zeď, která znemožňovala přístup do dnešní ulice Falkenturmstrasse. Arkádové nádvoří bylo otevřeno pro veřejnost. V roce 1996 byly na hlavním schodišti umístěny fragmenty modelu monumentu pro krále Maximiliana I.Josepha, Zerbrochene Figur, od Christiana Daniela Raucha. Instalaci provedl umělec Erich Lindenberg. Na schodišti v severovýchodním rohu budovy je od roku 1998 dílo Spurensicherung umělce Nikolause Langa. Každoročně v červenci a srpnu se na renesančním nádvoří staré mincovny (Alte Münze) konají divadelní představení Bavorské divadelní akademie (Bayerische Theaterakademie) .

## Architektura
Na jihu ji spojuje s bývalým vévodským sídlem Alter Hof kryté nádvoří. Klenba je vyzděná z cihel a má tloušťku asi 74 centimetrů. Bývalé nádvoří má dnes vchod ze staré mincovny (Alte Münze) a slouží jako archiv. Stavba zastřešení se na základě dendrochronologického průzkumu datuje do přelomu let 1579/80. Takové propojení původně existovalo také na severu do Neuveste. To však bylo zbořeno při demolici františkánského kláštera (sv. Antonius z Padovy z roku 1392) na dnešním náměstí Max-Joseph-Platz.

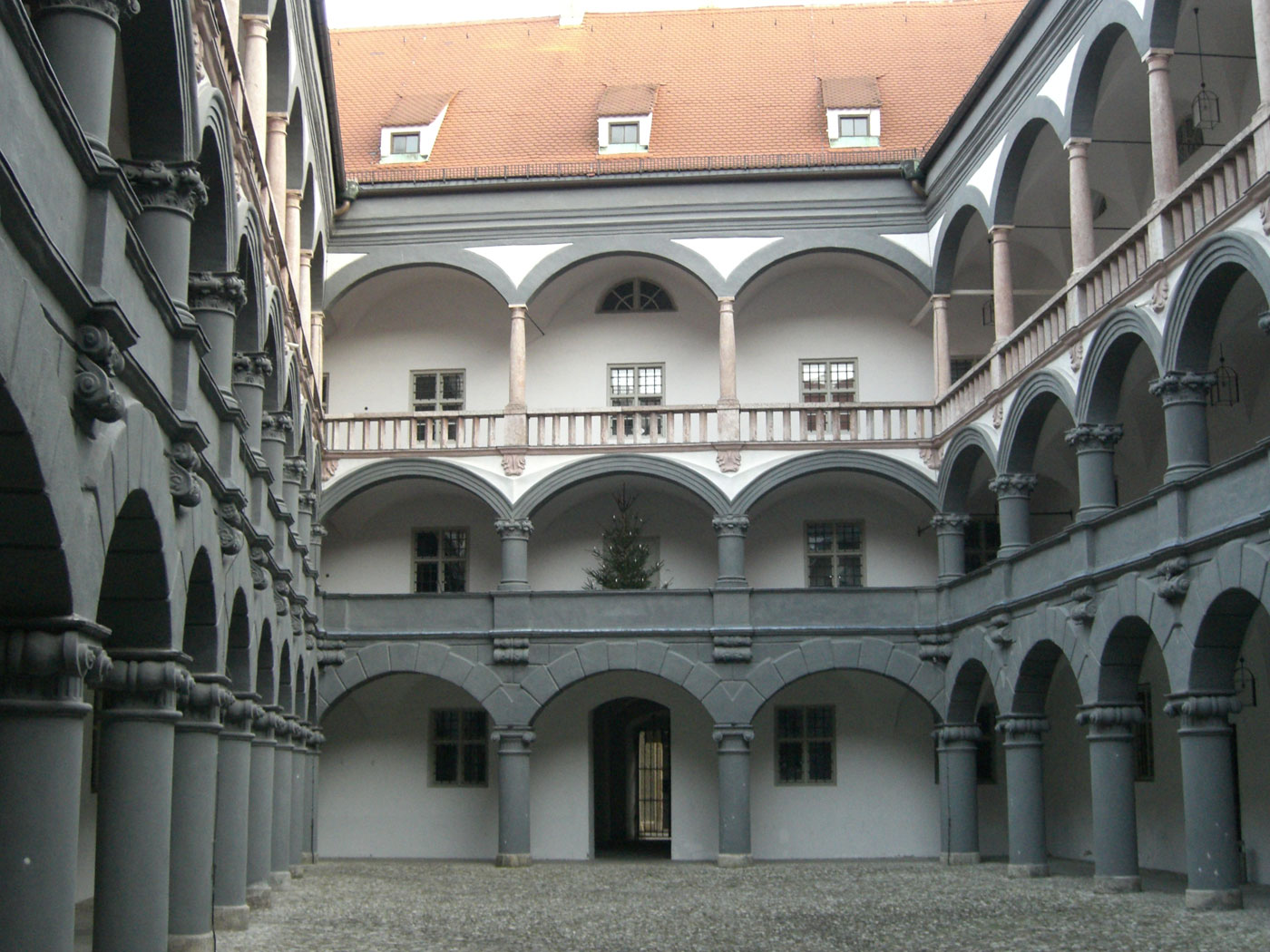
Renesanční nádvoří budovy Alte Münze v Mnichově (Münzhof)

Na nádvoří staré mincovny (Alte Münze) jsou nad sebou tři řady arkád. Tento čtyřkřídlý komplex budov o třech podlažích má stále své původní nádvoří. Ve všech patrech je podloubí s arkádami, kterým se budovy propojují. Z architektonického hlediska nádvoří navazuje na italskou renesanční architekturu, ale vzhledem k poměrně kompaktním rozměrům a nepravidelnému rozestupu sloupů působí méně italsky. Je to tedy příklad německé renesance.

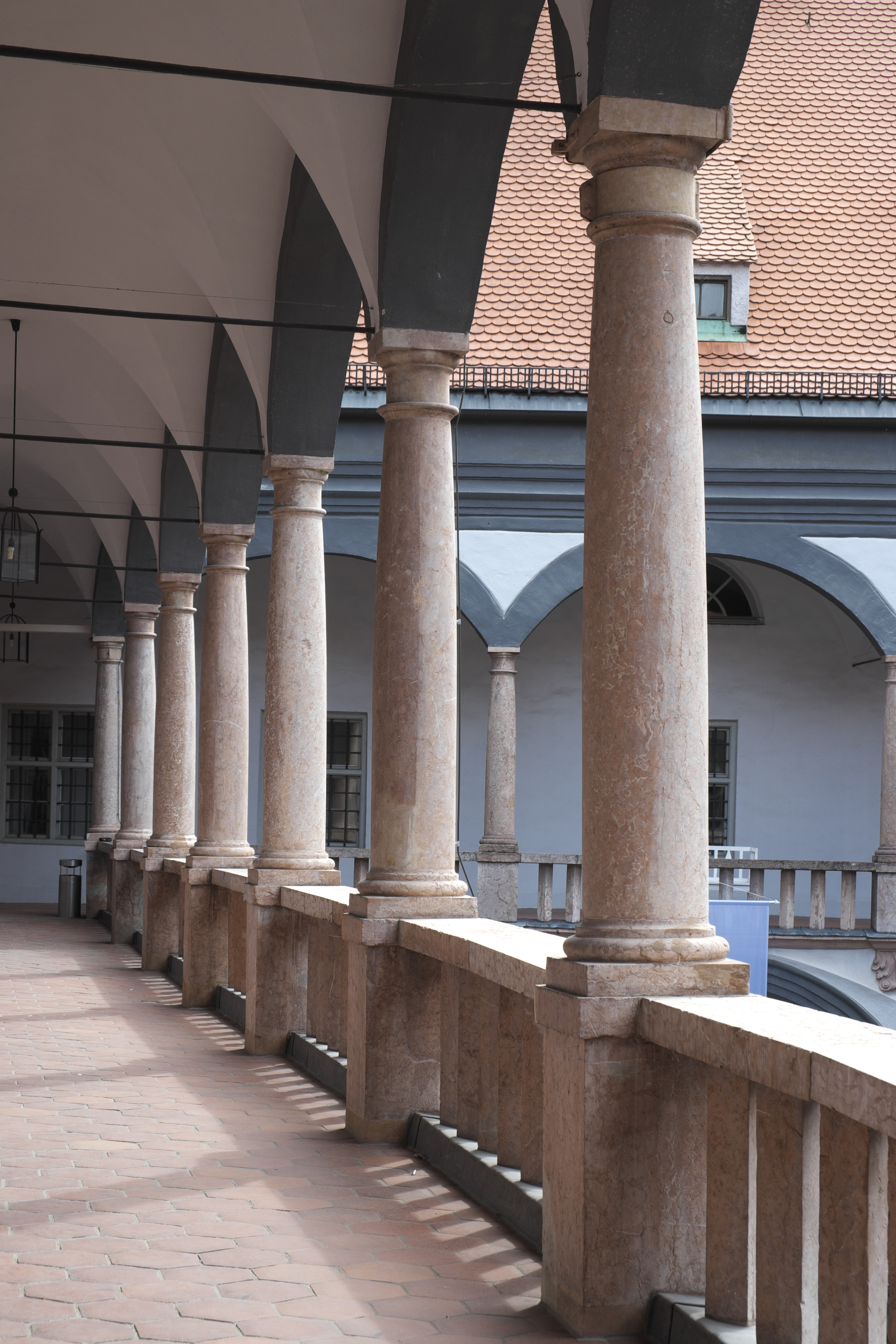
Podloubí s arkádami – stará mincovna (Alte Münze), Mnichov

Stará mincovna (Alte Münze) má západní fasádu ve stylu klasicismu z roku 1808/09, kterou navrhl architekt Johann Andreas Gärtner. Tři ženské sochy ze sádrovce v jejím štítu vytvořil sochař Franz Jakob Schwanthaler. Představují zlato, stříbro a kov jako symbol účelu tohoto domu. V průběhu stavby ulice  Maximilianstrasse byla stará mincovna v letech 1857–1863 rozšířena na sever o tak zvanou „ředitelskou budovu“ (Direktorialgebäude). Projekt vypracoval architekt Friedrich Bürklein. Arkády s lomeným obloukem na její severní fasádě byly původně otevřené. Mezi nimi a starou mincovnou se nacházela mincovní zahrada (Münzgarten).

## Archeologický výzkum
Záměry významného investora si vyžádaly provedení archeologického výzkumu v mincovní zahradě, která se mezitím stala skladištěm vozidel Zemského památkového úřadu. Průzkum zahrnoval také suterény sousedních budov. V průběhu několika archeologických výzkumů, které proběhly od roku 2010 do roku 2015, se pod dohledem archeologa Arne Schmid-Hecklau podařilo objevit a zdokumentovat zachované zbytky městských hradeb ze 13. století, parkánovou zeď z 15. století a také nad ní ležící stavební struktury z 18. a 19. století, včetně historického využívání zahrady.